# 格子なき牢獄
『格子なき牢獄』（こうしなきろうごく、仏: Prison sans barreaux）とは、1938年に公開されたフランスのドラマ映画。監督はレオニード・モギー。少女感化院が舞台。
ヴェネツィア国際映画祭で大衆文化大臣賞を受賞。同年、同じコリンヌ・リュシェール主演、アレクサンダー・コルダ製作、ブライアン・デズモンド・ハースト監督でイギリスでリメイクされた。
日本では1939年に公開され、その年のキネマ旬報ベストテンで第2位に選出された。

## キャスト
- イヴォンヌ：アニー・デュコー（フランス語版）
- ギイ・マレシャル：ロジェ・デュシェーヌ（フランス語版）
- ルネ：ジネット・ルクレール（フランス語版）
- ネリー：コリンヌ・リュシェール[6]